# 圆叶梭罗
圆叶梭罗（学名：Reevesia orbicularifolia）为梧桐科梭罗树属下的一个种。

## 扩展阅读
維基物種上的相關：圆叶梭罗